# Silver Bay
Silver Bay is een plaats (city) in de Amerikaanse staat Minnesota, en valt bestuurlijk gezien onder Lake County.

## Demografie
Bij de volkstelling in 2000 werd het aantal inwoners vastgesteld op 2068.
In 2006 is het aantal inwoners door het United States Census Bureau geschat op 1929, een daling van 139 (-6.7%).

## Geografie
Volgens het United States Census Bureau beslaat de plaats een oppervlakte van
21,2 km², waarvan 20,0 km² land en 1,2 km² water. Silver Bay ligt op ongeveer 390 m boven zeeniveau.

## Plaatsen in de nabije omgeving
De onderstaande figuur toont nabijgelegen plaatsen in een straal van 64 km rond Silver Bay.